# Saint-Amans-de-Pellagal
Saint-Amans-de-Pellagal một thị xã và xã ở tỉnh Tarn-et-Garonne trong vùng Tarn-et-Garonne, Pháp.